# Xenocalamus transvaalensis
Xenocalamus transvaalensis är en ormart som beskrevs av den brittiske målaren och zoologen Paul Ayshford Methuen 1919. Xenocalamus transvaalensis ingår i släktet Xenocalamus och familjen Atractaspididae. IUCN kategoriserar arten globalt som otillräckligt studerad. Inga underarter finns listade i Catalogue of Life.

## Utbredning och habitat
Arten förekommer i Sydafrika södra Moçambique, Botswana och Zimbabwe.
Den trivs på sandig mark både på fuktig savann och i låglänta skogsområden.

## Beskrivning
X. transvaalensis har spetsigt huvud, små ögon, gulsvart-rutig rygg och vit buk. Den blir genomsnittligen 40 centimeter lång, men enstaka exemplar har uppmätts till 47 centimeter.
Ormen är giftig, men inte farlig för människan.
Arten livnär sig huvudsakligen på ödlor av familjen skinkar och masködlor, som är en underordning bland de fjällbärande kräldjuren.
Honan lägger två ovala ägg på sommaren 28 mm x 6 mm.